# Chapelle Notre-Dame-de-la-Course-Landaise
Pour les articles homonymes, voir Chapelle Notre-Dame.
La chapelle Notre-Dame-de-la-Course-Landaise, ou chapelle de Bostens, datant probablement du XVe siècle, se situe à Bascons, dans le département français des Landes. Établie en rase campagne, à 1 km au sud-ouest des arènes du quartier de Bostens, cette chapelle, rénovée par l'abbé Xavier Tapie, est entièrement dédiée depuis les années 1970 à la course landaise, sport tauromachique.

## Présentation

### Origines
Il s’agit à l'origine de l'église paroissiale de Bostens, bordée par un petit cimetière qui est encore de nos jours le lieu de sépulture des anciennes familles du quartier. Elle reste longtemps dédiée à sainte Marie-Madeleine, patronne de la paroisse, qui y est toujours fêtée aux alentours du 22 juillet. Ses origines restent cependant mal connues. Si l’on fait exception  de la date figurant au-dessus de la porte d’entrée, on considère que sa construction date du XVe siècle, motivée par la seule préoccupation de satisfaire  « aux commodités des habitants de cette section ».

### Site destiné à la tauromachie
Sanctuaire sportif placé sous la protection de la Vierge, elle suit en cela l'exemple de deux autres chapelles landaises, Notre-Dame-des-Cyclistes (1959) à Labastide-d'Armagnac et Notre-Dame-du-Rugby (1967) à Larrivière-Saint-Savin. Sa rénovation et son affectation à la course landaise sont décidées par Raoul Laporterie, maire de l’époque, et l’abbé Xavier Tapie, curé de la paroisse de Bascons et d'Artassenx de 1942 à 1976 et artisan du musée. Son inauguration a lieu le 7 mai 1970, à l'occasion de laquelle elle prend le nom de Notre-Dame-de-la-Course-Landaise. La chapelle est proche des arènes du quartier de Bostens ; Bascons est la seule commune landaise possédant deux arènes encore en activité, les autres arènes, dédiées à Jean de Lahourtique, se situant au bourg.
Elle constitue l'un des éléments d'un site destiné à la tauromachie gasconne, à côté du musée de la course landaise inauguré en 1973 et fermé en 2020, du monument aux morts de la course landaise et du mémorial érigé en mémoire de Bernard Huguet, écarteur landais décédé dans les arènes de Montfort-en-Chalosse en 1987.
Alors qu'un réaménagement du musée est prévu, la chapelle, abîmée par les intempéries, est sélectionnée en 2023 parmi les sites auxquels sont attribués une part des bénéfices du loto de la Fondation du patrimoine,.

### Dévotion
Les coursayres, qu'ils soient écarteurs ou sauteurs, peuvent se recueillir en ces lieux. Quant aux visiteurs, le musée leur présente, à travers un support audiovisuel, l’histoire d'hier et d'aujourd'hui de la course landaise et conserve les trophées et objets relatifs à ces jeux taurins.
La chapelle accueille un pèlerinage chaque année le jeudi de l'Ascension, marqué par un office religieux et un hommage posthume rendu à une personnalité de la course landaise.

## Description

### Éléments architecturaux
La chapelle, bâtie en pierre coquillère grise du pays, fait 18 mètres de long sur 6 mètres de large. Elle est dotée d'un porche à auvent non ajouré. Son petit clocher pignon en arcade triangulaire est surmonté d'une croix, avec deux petites cloches apparentes côte à côte en leurs deux baies accolées et protégées par un petit auvent. Sa nef unique et son abside ronde témoignent d’une lointaine survivance romane. La porte de la nef, en grossier bossage, a un linteau rectangulaire échancré avec la date de 1773 et un vieux bénitier creusé dans son montant.

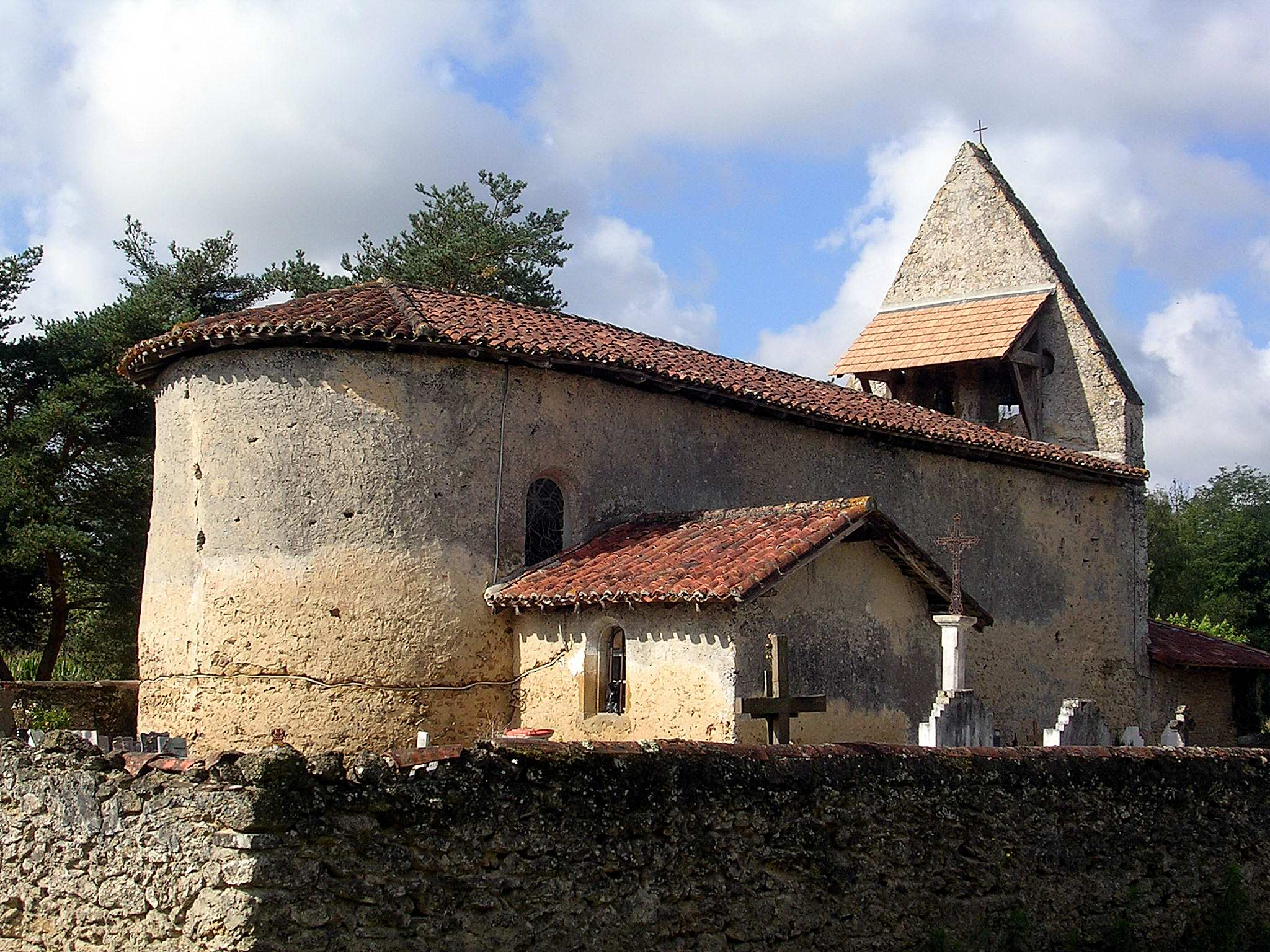
Le chevet et l'enclos
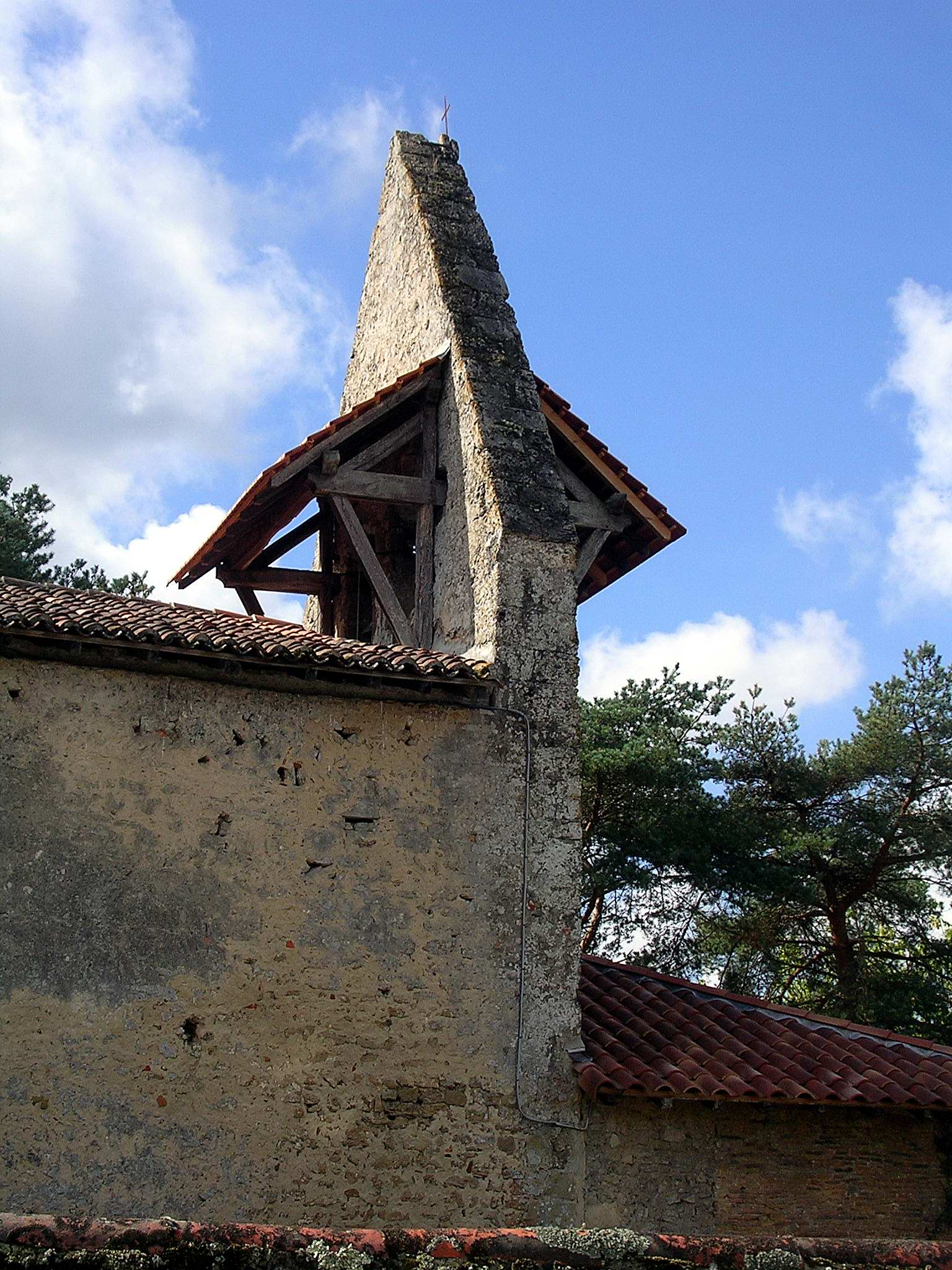
Le clocher-mur
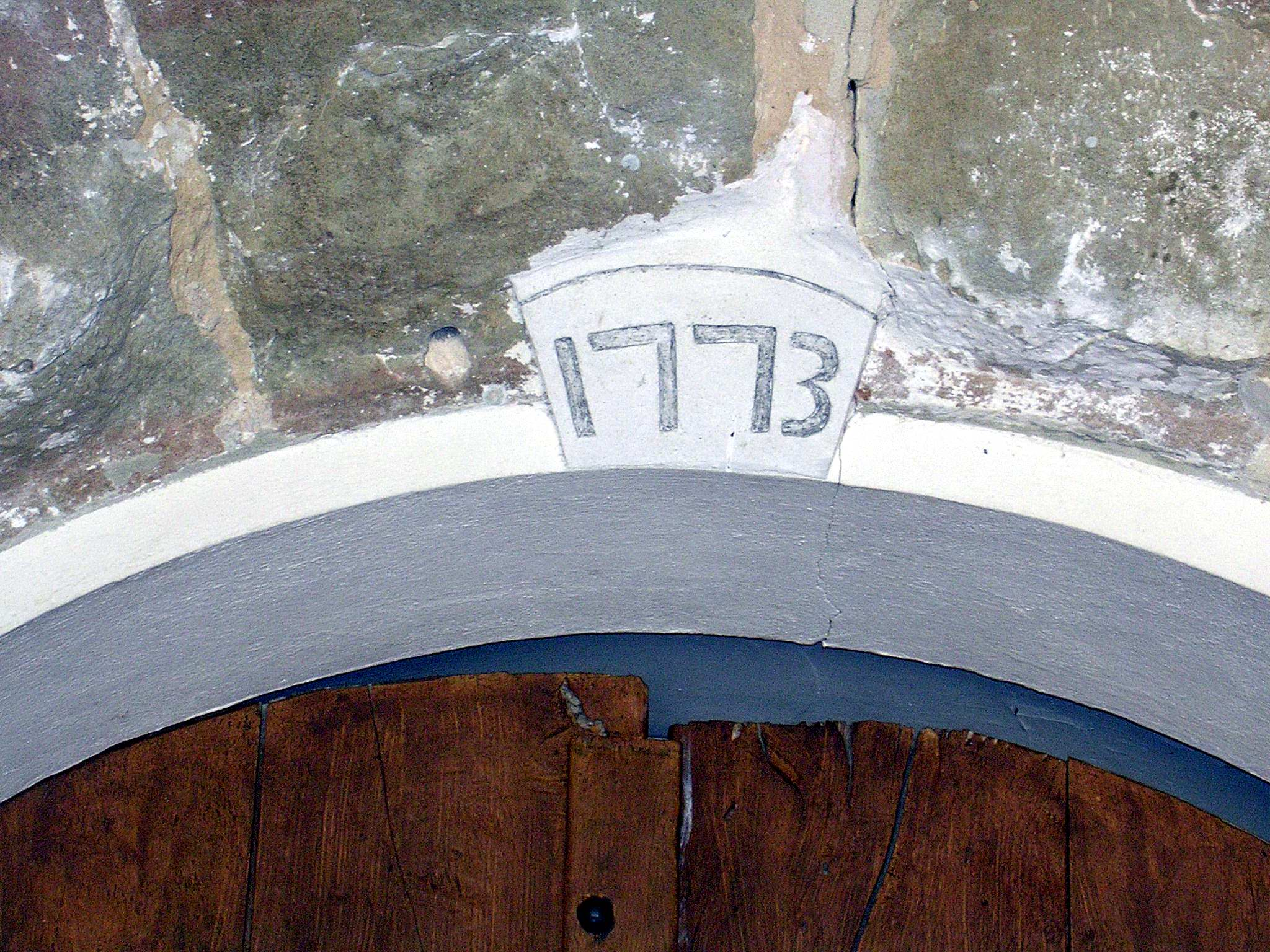
Date de la porte de la nef

### Éléments ornementaux
Dans la nef se dresse une statue en bois polychrome représentant, à la manière d'une pietà, la vierge soutenant un écarteur blessé. Réalisée en 1970, elle est l'œuvre du sculpteur basque espagnol Martin Gallastéguy, d'après un dessin de François Meyney. Par ailleurs, un frontal de vache en bois soutient l’autel et un vitrail évoque un écart, figure typique du jeu taurin auquel la chapelle est consacrée.

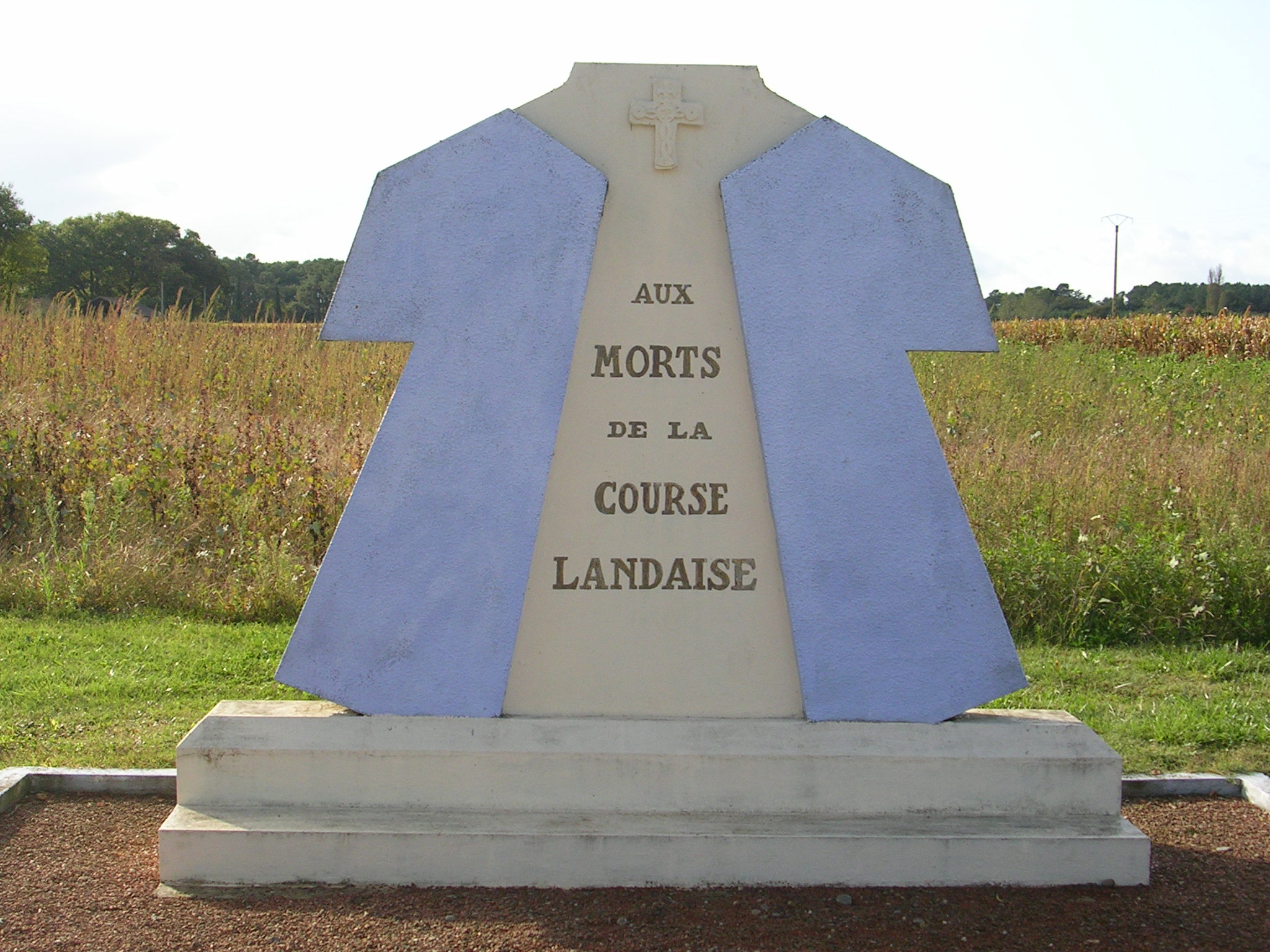
Monument aux morts de la course landaise.
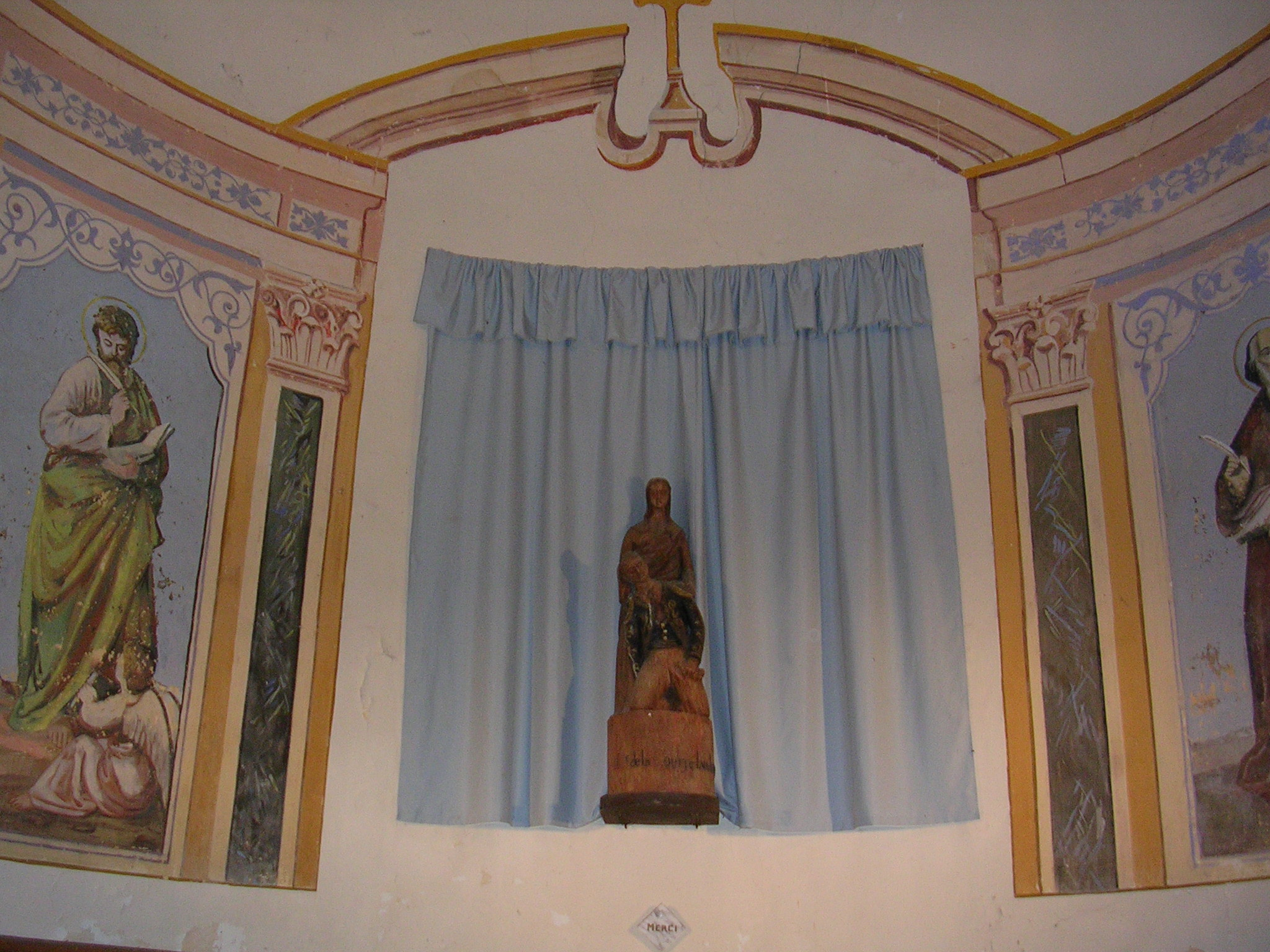
Le chœur.
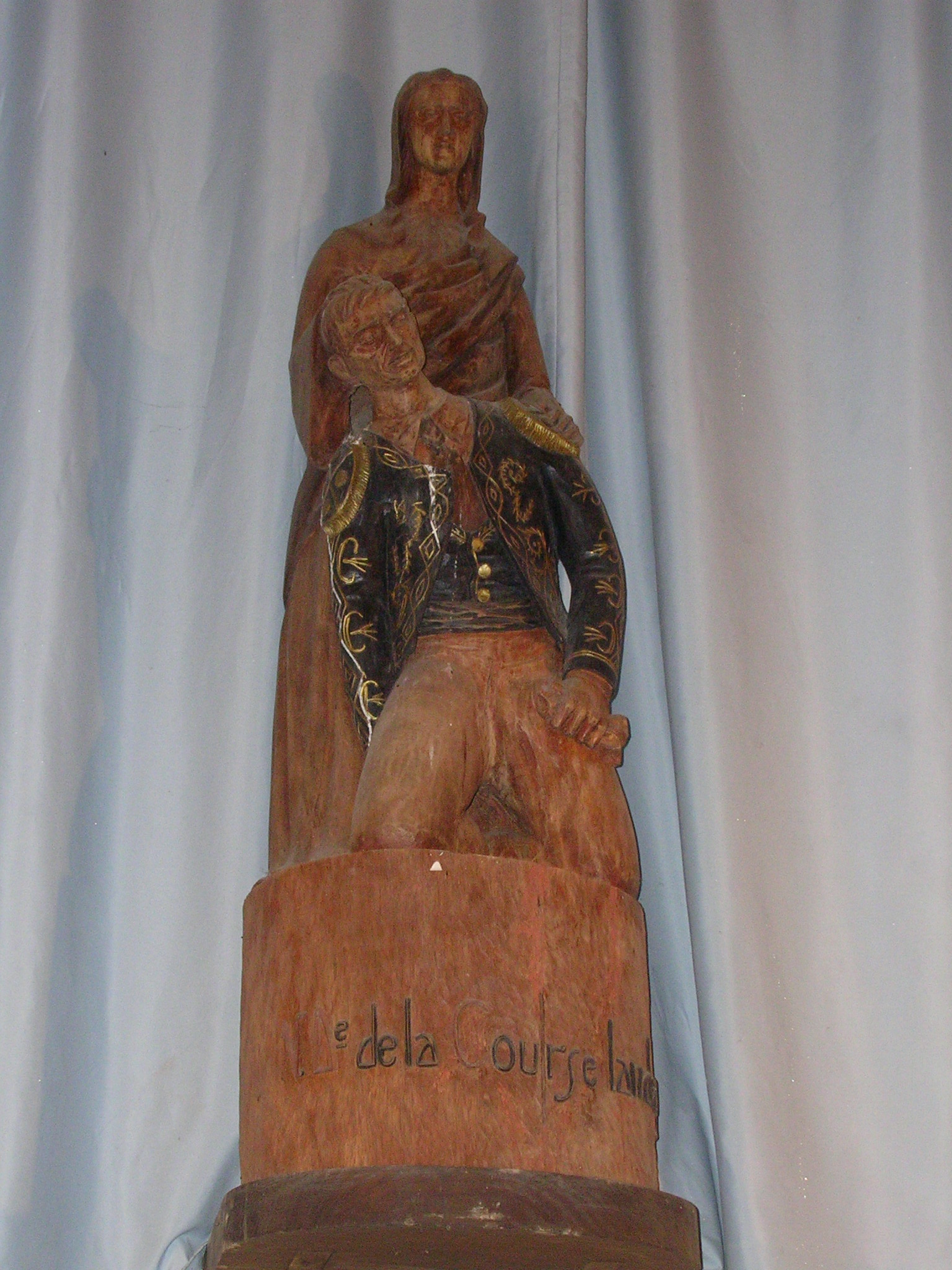
Statue en bois de la sainte Vierge et d'un écarteur blessé.

Les quatre Évangélistes sont représentés sur le mur du chœur. Ils sont identifiables grâce à leur symbole biblique : Marc (le lion), Jean (l’aigle), Matthieu (l’ange à visage d’homme apportant un message), et Luc (le jeune taureau). La restauration de ces peintures a été effectuée par Blanc, artiste nîmois réfugié à Mont-de-Marsan pendant la Seconde Guerre mondiale.

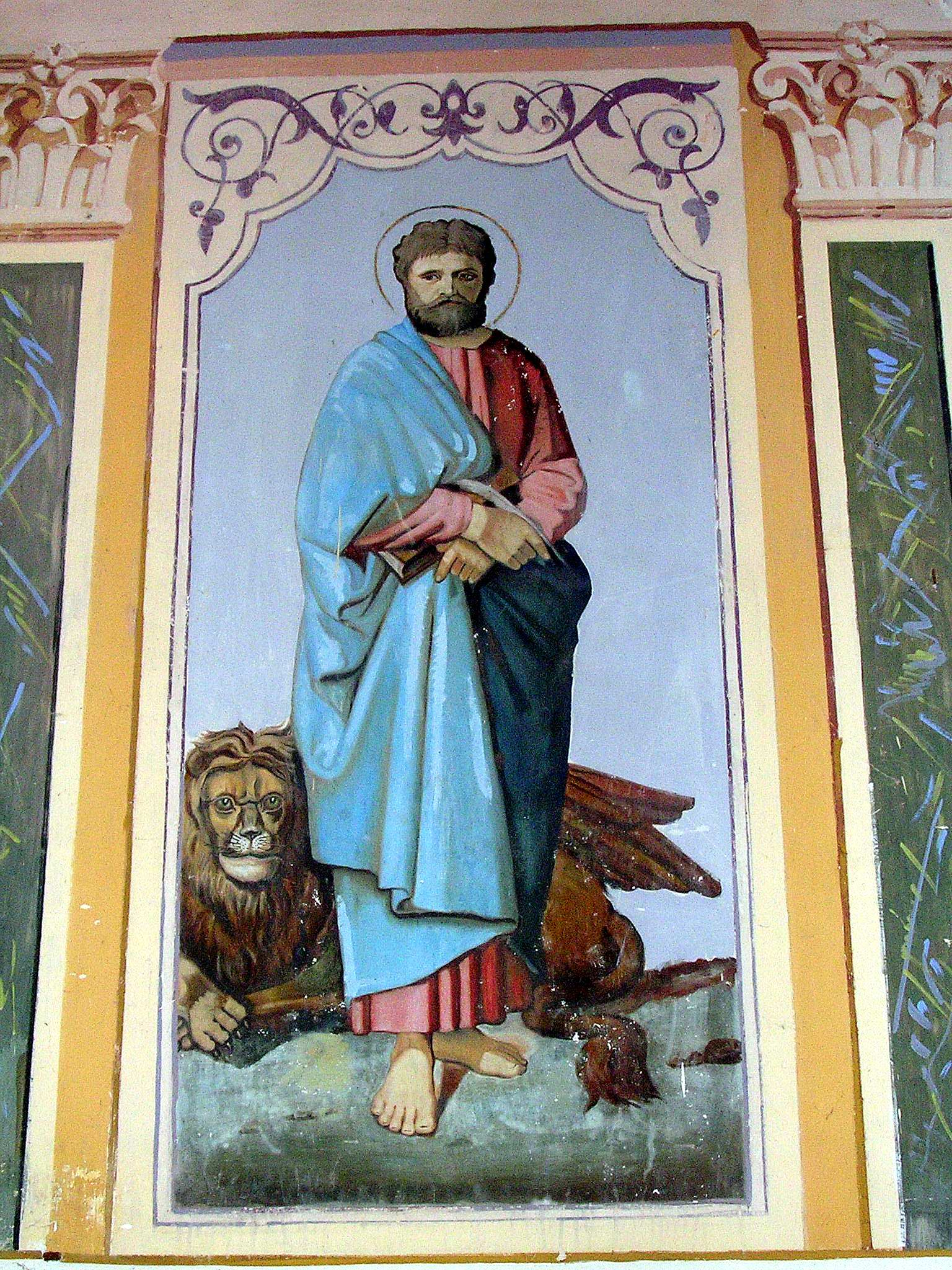
Saint Marc (le lion).
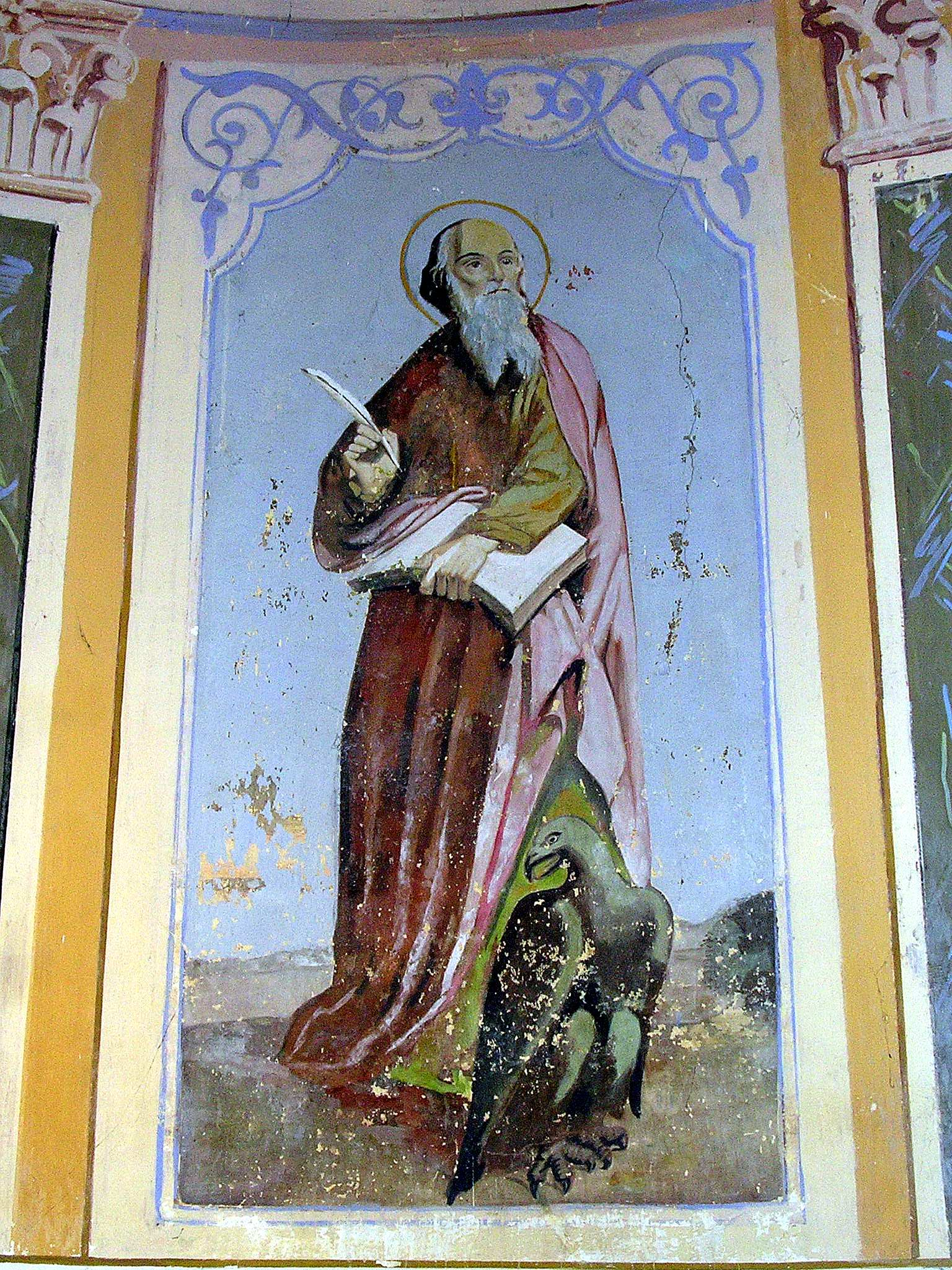
Saint Jean (l’aigle).
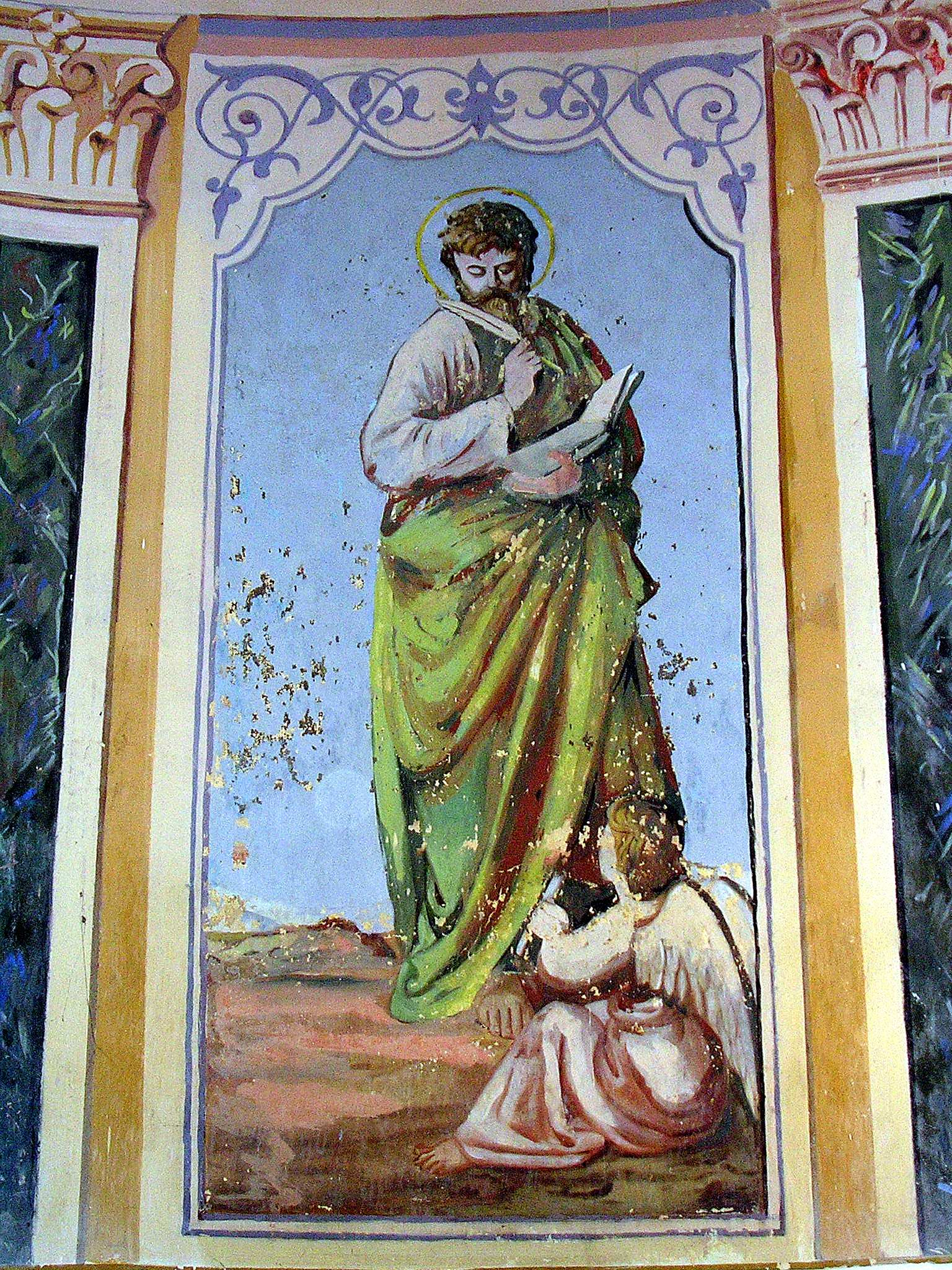
Saint Matthieu (l’ange à visage d’homme apportant un message).
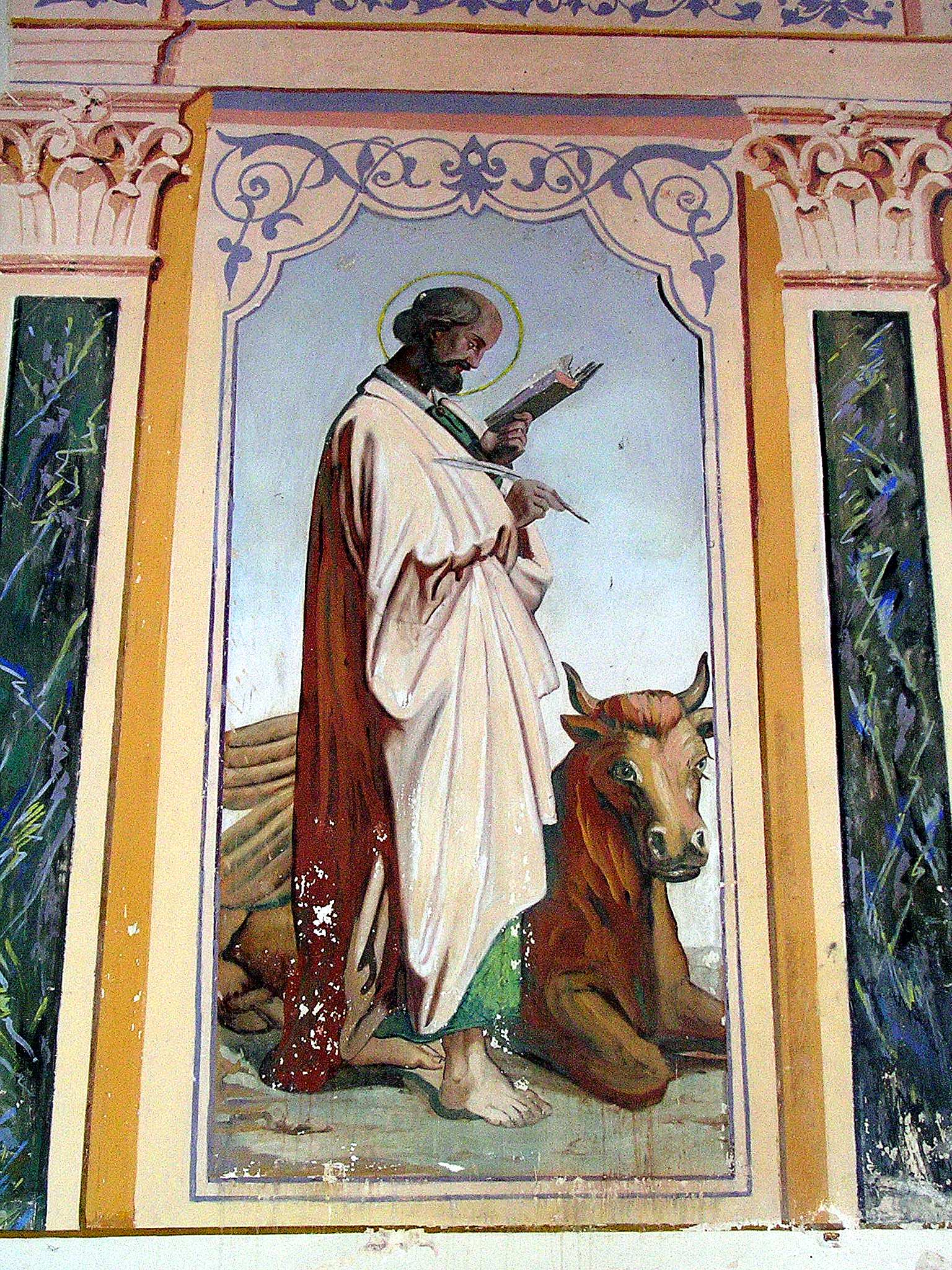
Saint Luc (le jeune taureau).

Les trois vitraux datent de la restauration de l’édifice. Parmi les deux éclairant le chœur, l’un représente la scène de la crèche (la vache léchant l’enfant Jésus), l’autre, la Vierge Marie au pied de la croix avec, en arrière-plan, des centurions romains. Le troisième, sur le mur sud de la nef, évoque la tauromachie landaise avec la représentation d’un écart.

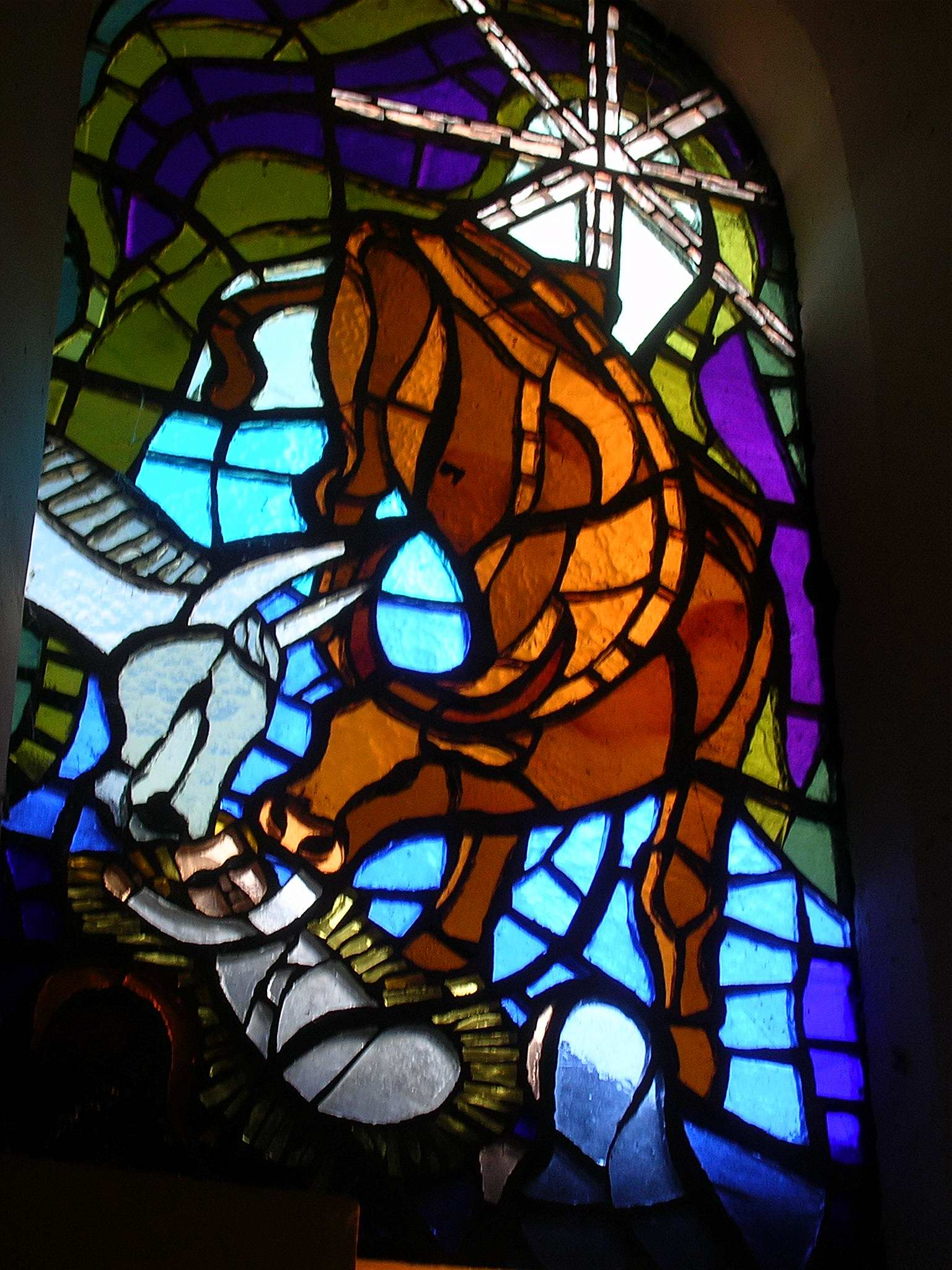
La crèche.
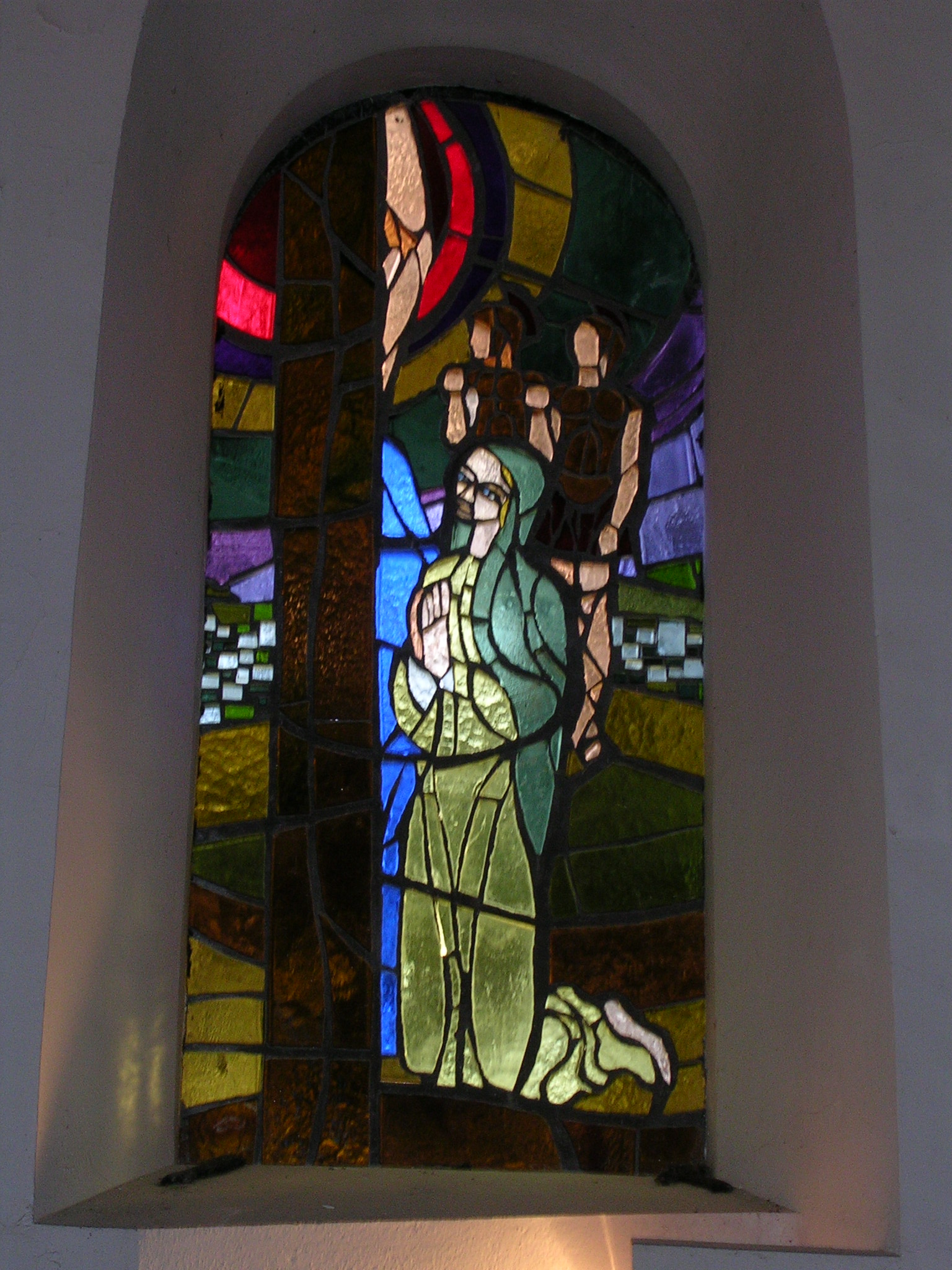
Marie au pied de la croix.
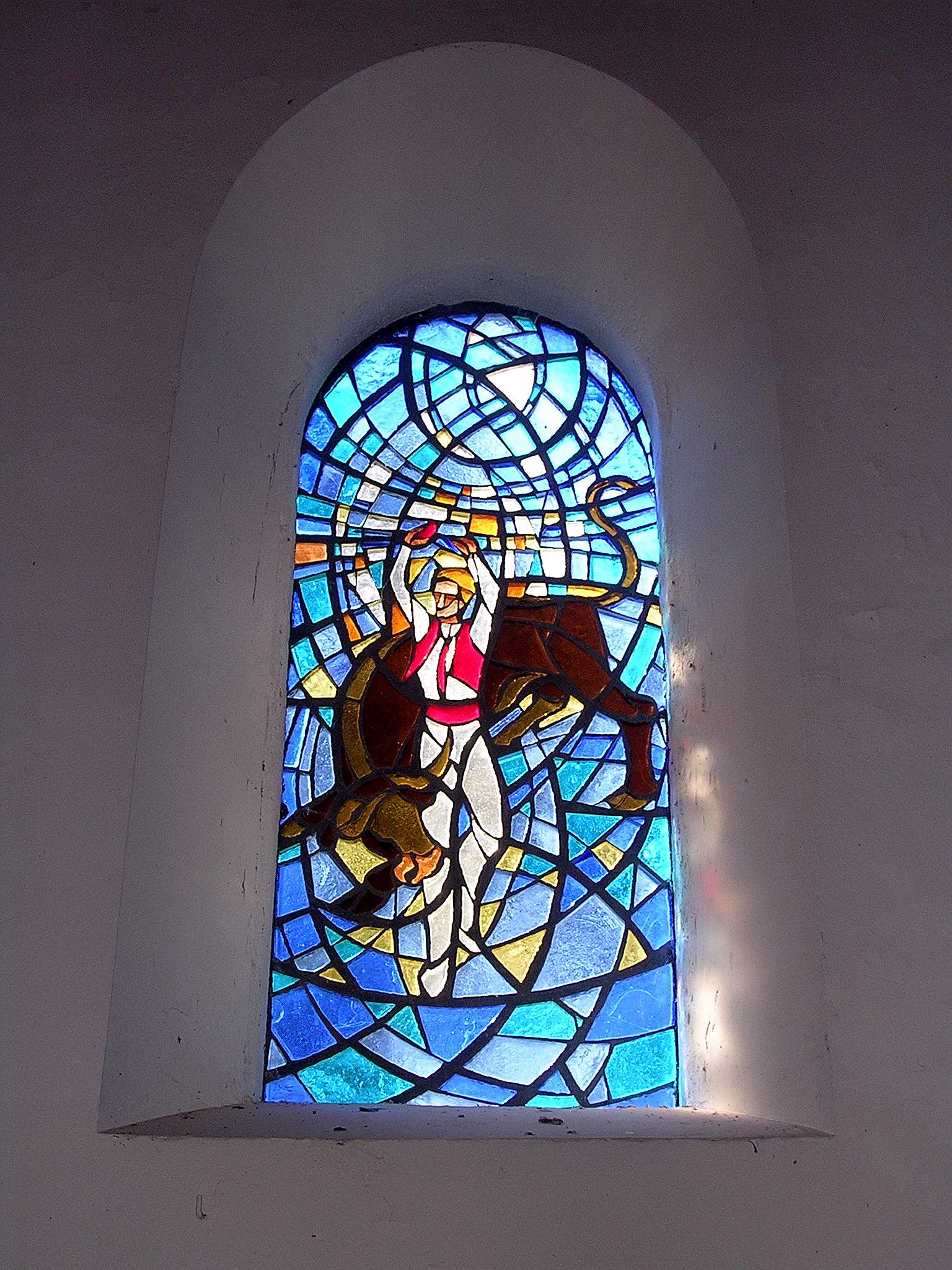
Un écarteur en action.

Parmi les éléments d'ordre mineur, une toile rustique représente sainte Madeleine en prière dans une grotte. Sur la porte du tabernacle, figurent entrelacés une hostie, une croix et un poisson. Le repose cierges, en fer forgé, possède, quant à lui, une forme d’arène.
On note la présence d’un crucifix stylisé, en bois sculpté. Le chemin de croix et une plaque commémorant les morts de la commune pour la France ornent les murs. La chapelle comporte une tribune donnant sur la nef à laquelle on accède par un escalier tournant de 13 marches. On peut s’y asseoir sur trois rangées de gradins en bois rappelant ceux des anciennes arènes.
De là, une échelle meunière permet d'accéder aux deux cloches, encore actionnées à la main lors des cérémonies. La sonnerie de ces cloches est réputée dissiper les nuages porteurs d'orages et de grêle. Elle continue à être actionnée lorsque ceux-ci menacent.
Quant au sol, il est fait d’un mélange de dallage de pierre et de carreaux anciens en terre cuite rouge (chœur) et de seuls carreaux pour l’abside.